# Stała Feigenbauma
Niektóre z zamieszczonych tu informacji wymagają weryfikacji.
Dokładniejsze informacje o tym, co należy poprawić, być może znajdują się w dyskusji tego artykułu.
 Po wyeliminowaniu niedoskonałości należy usunąć szablon [[Szablon:Dopracować|]] z tego artykułu.
Stała Feigenbauma δ opisuje zbieżność bifurkacji ciągu {\displaystyle x_{n+1}=\mu f(x_{n})} i pochodzi od nazwiska jej odkrywcy Mitchella Feigenbauma. Została odkryta w 1978 roku.
Rozpatrzmy ciąg iteracji pewnej funkcji {\displaystyle f\colon \mathbb {R} \to \mathbb {R} } mnożonej każdorazowo przez stałą {\displaystyle \mu {:}}
{\displaystyle x_{n+1}=\mu f(x_{n}).}
Dla niektórych wartości {\displaystyle x_{0}} przy ustalonym {\displaystyle \mu } ciąg ten posiada granicę. Okazuje się, że dla wielu funkcji {\displaystyle f} liczba takich skończonych granic rośnie skokowo wraz ze wzrostem {\displaystyle \mu } (występują tzw. bifurkacje). Oznaczmy przez {\displaystyle \mu _{n}} rosnący ciąg wartości {\displaystyle \mu } dla których zwiększyła się liczba granic ciągu {\displaystyle x_{n}.}
Okazuje się, że istnieje wtedy granica ciągu
{\displaystyle \lim _{n\to \infty }{\frac {\mu _{n+1}-\mu _{n}}{\mu _{n+2}-\mu _{n+1}}}.}
Feigenbaum ze zdumieniem odkrył, że granica ta jest identyczna dla szerokiej klasy funkcji i równa {\displaystyle \delta =4{,}66920160910299067185320383\dots }
(ciąg  A006890 w OEIS)

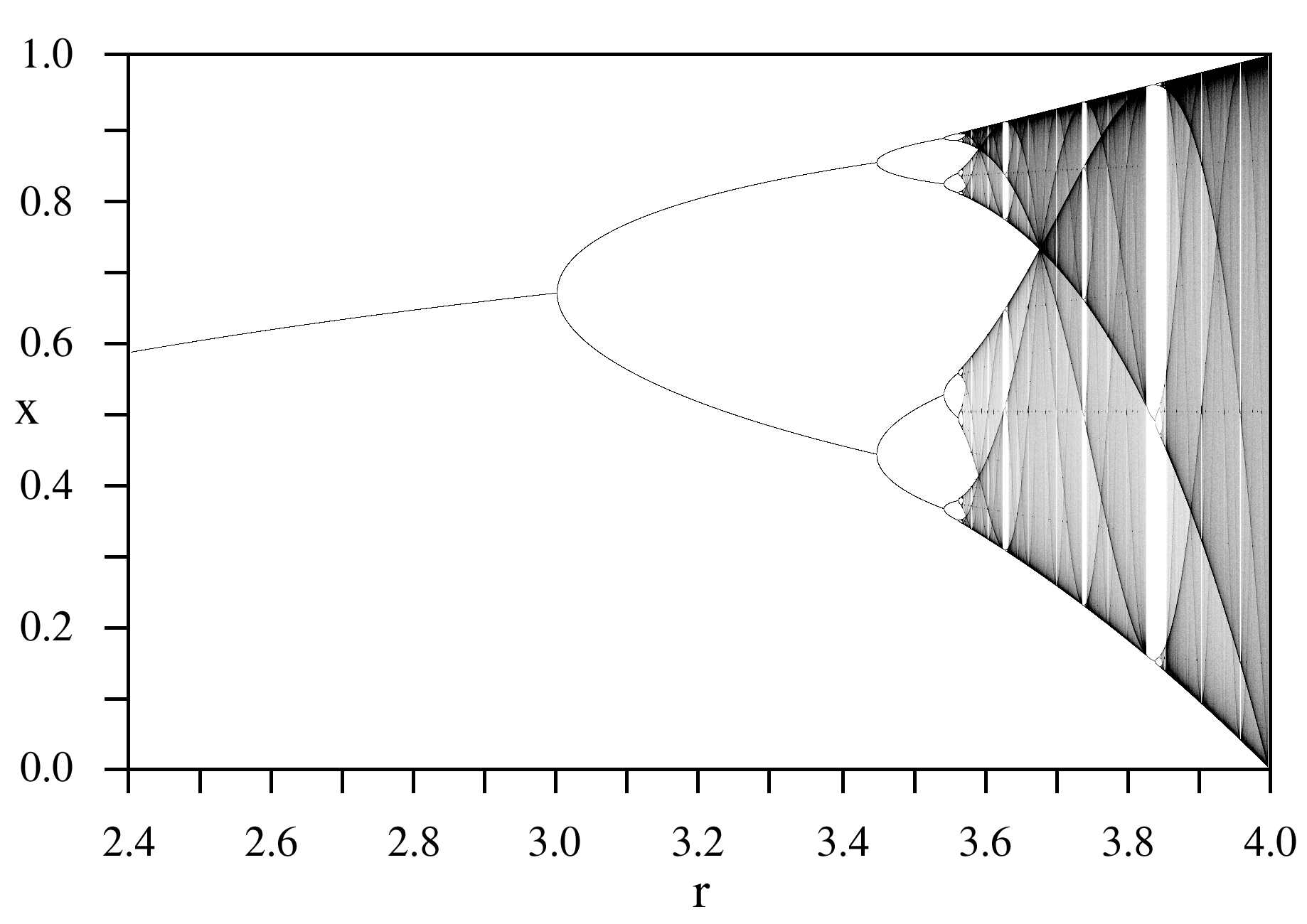
Zbieżność bifurkacji dla odwzorowania logistycznego

Stała ta jest uniwersalna i pojawia się w wielu różnych sytuacjach w otaczającym nas świecie np.: w przepływach turbulentnych, oscylacjach
w rezonatorach kwarcowych, reakcjach chemicznych, czy w zbiorach fraktalnych.
Stała Feigenbauma występuje we wszystkich funkcjach ściśle wklęsłych na pewnym przedziale A z jednym maksimum w tym przedziale, odwzorowujących ten przedział w siebie. Ponieważ wiele zjawisk przyrodniczych jest opisanych takimi funkcjami, stąd popularność stałej w przyrodzie.
Na wykresie obok przedstawiono atraktory dla różnych wartości parametru. Istnieje nigdziegęsty podzbiór parametrów {\displaystyle \mu ,} dla których atraktor odwzorowania staje się chaotyczny. Podzbiór ten poprzecinany jest przedziałami parametru {\displaystyle \mu } (np. {\displaystyle \mu \in (3{,}8284;3{,}8495)}), dla których wraz ze wzrostem wartości dochodzi do kolejnych bifurkacji podwojeń okresu, aż do granicy w której znajduje się atraktor chaotyczny. Jest to tzw. przejście do chaosu poprzez kaskadę bifurkacji podwojeń okresu.